# فودافون تركيا
فودافون تركيا هي شركة اتصالات تركية أُسِّست لأول مرة تحت اسم تلسيم، التي أسستها مجموعة أوزان، التي إلى مجموعة فودافون في 28 ديسمبر 2005. ففي 24 مايو 2006 تم تغيير اسم العلامة التجارية من تلسيم إلى فودافون تركيا. تُعد مجموعة فودافون، من أكبر شركات الاتصالات المتنقلة العالمية في العالم من حيث الإيرادات، وثاني أكبر شركة اتصالات متنقلة في تركيا، حيث بلغ عدد مستخدميها 20.6 مليون مستخدم اعتباراً من 11 نوفمبر 2014، أي بزيادة قدرها 105.000 عميل عن الربع الرابع من عام 2011. وباعتبارها ثاني أكبر استثمار دولي مباشر لتركيا، فإن إجمالي استثمارات شركة فودافون تركيا، بما في ذلك عمليات الاستحواذ، منذ عام 2006 قد تجاوز 11 مليار ليرة تركية. تعمل فودافون تركيا في 81 مدينة في تركيا مع ما يقرب من أكثر من 3300 موظف، وأكثر من 1200 متجراً، 23 ألف نقطة بيع وعائلة أصحاب المصالح مكونة من 53 ألف شخص.

## وصلات خارجية
- الموقع الرسمي
- حملات فودافون نسخة محفوظة 10 فبراير 2018 على موقع واي باك مشين.